# Natural Disaster
Natural Disaster is een nummer van de Britse artiest Example en de Nederlandse DJ Laidback Luke van het derde studioalbum van Example Playing in the Shadows. De single is uitgekomen op 4 oktober in de Verenigde Staten en op 16 oktober 2011 in  het Verenigd Koninkrijk als de derde single van het album met een compleet remix album in de iTunes Store. Het nummer is geschreven door Example, Laidback Luke en Dipesh Parmar, en is geproduceerd door Laidback Luke.

## Lijst van nummers
| Nr. | Titel                                                 | Duur |
| --- | ----------------------------------------------------- | ---- |
| 1.  | Natural disaster (Britse radioversie)                 | 2:59 |
| 2.  | Natural disaster (Andy C remix)                       | 5:30 |
| 3.  | Natural disaster (Skream remix)                       | 4:52 |
| 4.  | Natural disaster (Benny Benassi remix)                | 5:20 |
| 5.  | Natural disaster (Nouveau Yorican remix)              | 7:47 |
| 6.  | Natural disaster (Laidback Luke extended vocal remix) | 6:59 |
| 7.  | Natural disaster (instrumental extended)              | 6:57 |